# True Fire
True Fire est une œuvre pour baryton et orchestre de la compositrice Kaija Saariaho écrite en 2014.

## Contexte et création
L'œuvre est une commande du Los Angeles Philharmonic Orchestra, du NDR Sinfonieorchester, du BBC Symphony Orchestra et de l'Orchestre national de France. Kaija Saariaho écrit True Fire en 2019 sur des textes de Ralph Waldo Emerson, Seamus Heaney, Mahmoud Darwich, et des textes traditionnels amérindiens. L'œuvre est créée le 14 mai 2015 au Walt Disney Concert Hall de Los Angeles par Gerald Finley et le Los Angeles Philharmonic Orchestra sous la direction de Gustavo Dudamel.

## Structure
L'œuvre comprend six mouvements :
1. Proposition I
2. River
3. Proposition II
4. Lullaby
5. Farewell
6. Proposition III

## Orchestration
| Instrumentation d'Io                                                                                     |
| Bois |
| 3 flûtes, flûte piccolo, flûte alto, 2 hautbois, 3 clarinette, clarinette basse, 2 bassons, contrebasson |
| Cuivres                                                                                                  |
| 4 cors, 3 trompettes, 3 trombones, tuba                                                                  |
| Percussions                                                                                              |
| 3 percussionnistes                                                                                       |
| Claviers / cordes pincées                                                                                |
| harpe |
| Cordes                                                                                                   |
| 1 violon I, 1 violon II, 1 alto, 1 violoncelle, 1 contrebasse                                            |

## Analyse
Le premier mouvement est basé sur le texte « Spiritual Laws » tiré des Essays : First Series, de l'essayiste et poète Ralph Waldo Emerson. Le deuxième mouvement est basé sur un texte du poète Seamus Heaney adapté d'un poème de Marin Sorescu. Proposition II est également basée sur l'essai d'Emerson et a été décrite par la compositrice comme « le cœur de la pièce ». Le quatrième mouvement est basé sur la chanson traditionnelle Tewa. Farewell est tiré de la poésie de Mahmoud Darwich et entraîne la pièce dans une ambiance plus sombre, avant que le dernier mouvement ne conclue la pièce avec une « sensation d'énergie en apesanteur ».
Le titre de l'œuvre est tiré de la dernière phrase de l'essai d'Emerson, qui conclut également le dernier mouvement de l'œuvre : « Nous connaissons les effets authentiques du vrai feu à travers chacun de ses millions de déguisements » (« We know the authentic effects of the true fire through every one of its million disguises »).
Kaija Saariaho a décrit son intention pour l'œuvre dans la note de programme de la partition, en écrivant : « Mon idée première était d'explorer la voix de baryton dans le contexte de divers textes, en trouvant un moyen organique d'accéder aux différentes couleurs de la voix à travers les textes » (« My preliminary idea was to explore the baritone voice in the context of various texts, finding an organic way to access the different colors of the voice through the texts »).

## Réception
True Fire a été salué par la critique musicale. Mark Swed, du Los Angeles Times, a écrit à propos de la première mondiale : « La performance a été solide. Dudamel est resté constamment à l'écoute des couleurs instrumentales extrêmement changeantes de Saariaho, un arrière-plan sonore cosmique pour Finley, qui a traité chaque chanson avec une intensité opératique, dans le cadre d'un grand psychodrame de recherche de sens, pour des mots qui peuvent obtenir un sens à travers la musique, mais qui peuvent aussi se vider de leur sens lorsqu'ils sont chantés » (« The performance was strong. Dudamel remained constantly attuned to Saariaho's vastly changeable instrumental colors, a cosmic sonic background for Finley, who handled each song with operatic intensity, part of a grand psychodrama of searching for meaning, for words that can obtain meaning through music but can also become emptied of meaning when sung »). Il a ajouté : « Il s'agit d'une œuvre profonde et importante » (« This is a profound, important work »). Henry Schlinger de Culture Spot LA a observé : « ... L'écriture orchestrale était superbe, explorant les profondeurs de la couleur et du timbre, et le LA Phil l'a fait de manière splendide. Des compositions comme True Fire doivent être entendues et vues en personne ; il s'agit presque d'une performance artistique » (« ... the orchestral writing was superb, plumbing the depths of the color and timbre, and the LA Phil pulled it off splendidly. Compositions like True Fire have to be heard and seen in person; it is almost like performance art »).